# صبري عبد المنعم
صبري عبد المنعم (23 يوليو 1945 -)، ممثل مصري، حصل على درجة البكالوريوس من المعهد العالي للفنون المسرحية، وبدأ العمل الفني خلال فترة السبعينيات، إلا أنه لم يبرز بشكل فعلي إلا في الثمانينيات من خلال عمله المكثف في الدراما التليفزيونية حتى الآن. من أشهر أعمال التليفزيونية : الشهد والدموع، أبواب المدينة، رأفت الهجان، حديث الصباح والمساء، سوق العصر، أوبرا عايدة. وهو الممثل الأكثر حضوراً في تاريخ المسرح والسينما والتلفزيون العربي بحصيلة تجاوزت (525) عملّاً فنياً.

## الزواج والأبناء
متزوج من «سهير» ابنة الفنان عبد المنعم إبراهيم ولديهما منها ولد وبنت.

## أعمال
شارك صبري في ما يزيد عن 525 عمل فني مختلف على مدار ما يزيد عن 50 عامًا، كما يعتبر أكثر من مثل مسلسلات في تاريخ الدراما المصرية بما يزيد عن 300 مسلسل تلفزيوني، وأكثر من 140 فيلم سينمائي.

## وصلات خارجية
- صبري عبد المنعم على موقع IMDb (الإنجليزية)
- صبري عبد المنعم على موقع الدهليز
- صبري عبد المنعم على موقع قاعدة بيانات الأفلام العربية
- صبري عبد المنعم على موقع قاعدة بيانات الفيلم (الإنجليزية)
- نجوم الفن في زفاف ابن صبري عبد المنعم وحفيد عبد المنعم إبراهيم
- الفنان صبري عبد المنعم يشارك في احتفالية الأوقاف